# Acantholycosa zhangi
Espèce
Acantholycosa zhangi est une espèce d'araignées aranéomorphes de la famille des Lycosidae.

## Distribution
Cette espèce est endémique du Hebei en Chine,. Elle se rencontre dans le xian de Yu.

## Description
Le mâle holotype mesure 9,47 mm et la femelle paratype 10,33 mm.

## Systématique et taxinomie
Cette espèce a été décrite par Zhang, Zhang et Wang en 2025.

## Étymologie
Cette espèce est nommée en l'honneur de Feng Zhang.

## Publication originale
- Zhang, Zhang & Wang, 2025 : « Review of the wolf spider genus Acantholycosa Dahl, 1908 from China (Araneae, Lycosidae). » ZooKeys, vol. 1240, p. 239-256 (texte intégral).